# 王助
王助（1893年8月10日—1965年3月4日），字禹朋，河北南宫人，波音公司第一任航空工程师，中国航空工业的奠基人之一。

## 生平
16岁时毕业于煙臺海軍水師學校，后赴英国留学。先后在阿姆斯特朗海军大学、德兰姆大学阿姆斯壯工學院学习機械工程（同行朱天奎）。后因第一次世界大战爆发，转赴美国深造，1916年获麻省理工学院航空工程硕士学位。同一时期，还在寇蒂斯、通用等飞机工厂实习。1916年时，王助加入了同学与好友乔治·韦斯特维尔德和威廉·波音一起创办的太平洋航空器材公司（Pacific Aero Products Co.）。次年，韦氏因参军离开，波音将公司改名为波音飞机公司，王助被聘为公司第一任航空工程师。在任期间，王助在B&W型水上飞机基礎上改進設計出了B&W-C型水上飞机，並獲得美國海軍50架訂單，在當時是一筆巨額訂單，使波音獲得第一桶金，為日後發展壯大打下基礎。數月後，王助辭去波音職務，與同樣學習航空工程的巴玉藻、王孝豐等留美同學結伴回國效力。
回国后，他於1917年担任马尾海军船政局海军飞机工程处（后改为海军制造飞机处）副主任（巴玉藻为主任），参入设计了中国海军第一架水上飞机——甲型1号初级教练机，但因找不到合适的飞行员，导致飞机在试飞时坠水毁坏。1922年，王助和巴玉藻又合作设计了世界上第一个水上飞机浮动机库——浮坞。1928年，调任海军总司令部飞机处处长。1929年寇蒂斯与中国政府合作成立中国航空公司。寇蒂斯驻沪代表是王助的同学韦斯特维尔德，韦氏遂邀请他任中航总工程师。1929年，巴玉藻逝世，海军部又任命王助为海军制造飞机处处长。后因不满制造飞机处并入江南造船所，他重新赴中航任总工程师。后又任军政部航空署上校参事。1934年中央飞机制造厂成立，他任首任监理。1938年，王助前往俄羅斯考察，研討在新疆成立中俄合作的飛機製造廠計畫。1939年中国航空研究所（部分單位改制為今日中華民國經濟部所轄的「漢翔公司」）成立，他出任副所长兼第二（飞机）组组长。1941年航空研究所扩充为航空研究院后，又任副院长。1943年，完成《飛機設計手冊》。1946年他又重回中航擔任機航祖副主任，之後在1947年道1950年間擔任中航總經理的主任秘书。
1948年12月赴台后，王助住在臺南市南門路14巷2號。之後在1949年處理兩航事件。1955年12月，任教于臺灣省立工學院（今國立成功大學）机械工程系，在大四上下學期開設「航空工程（Ⅰ）」、「航空工程（Ⅱ）」（各3學分）的課程。1963年9月，完成《航空工程（Engineer Aerodynamics）》講義，內容涵蓋他於1955年到1963年的教材。1965年3月4日下午9點55分因為肝炎在台南病逝，他與妻子的骨灰被安置在臺南法華寺。

## 榮譽
1944年榮獲中華民國六等雲麾勳章以及忠勤勳章，1945年獲得甲種一等干城獎章、甲種一等光華獎章，1946年又獲得四等雲麾勳章。
2016年1月25日，適逢波音公司創立一百週年，美國華盛頓州參議會通過第8693號決議文表彰王助在航空工業的貢獻，該決議文典藏於國立成功大學。

## 家庭
王助的妻子萨圭申是清末海军大臣萨镇冰的孙女，他们二人无子女。巴玉藻之子钟英为王助的义子，过继给王助后改名王钟英。